# Alawitenstaat
Der Alawitenstaat (französisch État des Alaouites, arabisch دولة جبل العلويين, DMG Daulat Ǧabal al-ʿAlawiyyīn) war von 1920 bis 1936 ein Staat, der nach dem Zusammenbruch des Osmanischen Reiches auf französischem Mandatsterritorium geschaffen wurde.

Flagge des Alawitenstaates

Der Alawitenstaat als Teil des Völkerbundmandats für Syrien und Libanon

## Geschichte

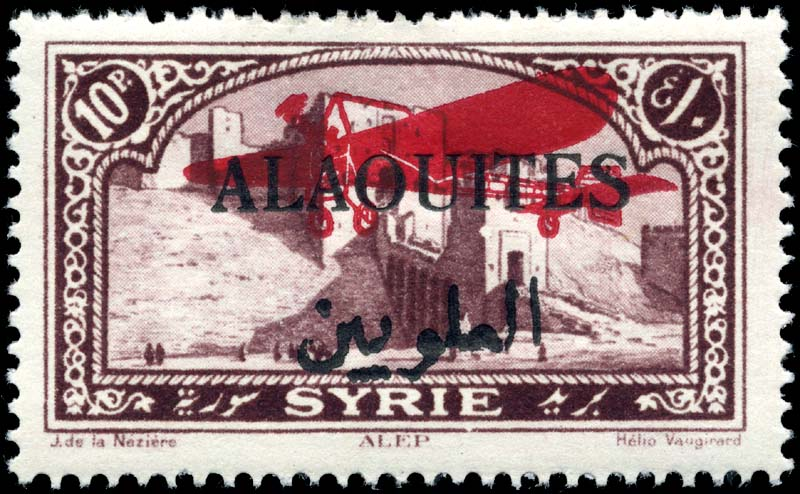
Briefmarke aus dem Alawitenstaat

Mit Zusammenbruch des Osmanischen Reiches zum Ende des Ersten Weltkrieges kam es unter seinen Kriegsgegnern zu einem Wettlauf um die Kontrolle seiner Provinzen. Frankreich, das schon 1918 das Gebiet des Vilâyet Syrien erobert hatte, erhielt am 2. September 1920 durch den Völkerbund das Mandat über das Alawitenterritorium, das ehemals zum Vilâyet Beirut gehörte. In der Küstenzone des heutigen Syrien gelegen, war und ist es der Hauptsiedlungsraum der Alawiten (Nusairier).
Ursprünglich sollte das Gebiet ein eigenständiges Territorium unter französischer Verwaltung werden, aber bereits am 1. Juli 1922 wurde es Teil des Völkerbundmandats für Syrien und Libanon und bildete in der Folge zusammen mit den ebenfalls unter französischem Mandat stehenden Staaten Staat Damaskus und Staat Aleppo die neu geschaffene Syrische Föderation. Der am 29. September 1923 vollzogenen Abspaltung von der Syrischen Föderation wegen, ging das Territorium nicht im neu gegründeten Staat Syrien auf, sondern wurde 1924 zum separaten Staat mit der Hafenstadt Latakia als Hauptstadt. Am 1. Januar 1925 gab sich dieser den Namen État des Alaouites.
Von Beginn des französischen Mandats an gab es immer wieder Revolten gegen die französische Besatzung, die auch nach der Staatsgründung kein Ende fanden. Einer der bekanntesten Aufstände nahm schon 1919 seinen Anfang und wurde vom anti-französischen Alawiten Salih al-Ali angeführt.
Am 22. September 1930 wurde der Name des Alawitenstaates in Unabhängiges Latakisches Gouvernement (französisch Gouvernement Indépendant de Lattaquié) abgeändert. Die Bevölkerungszahl betrug zu der Zeit etwa 278.000 Einwohner. Am 5. Dezember 1936 wurde der Staat in die Republik Syrien eingegliedert, was 1937 in Kraft trat. Am 10. Januar 1937 schließlich wurde die Flagge der Alawiten durch die nationalsyrische Trikolore ersetzt.

## Bevölkerung
|           | Alawiten | Sunniten | Ismailiten | Christen |
| Einwohner | 101.000  | 94.000   | 5.000      | 34.000   |

|           | Latakia, Hauptstadt | urban, gesamt | rural, gesamt |
| Einwohner | 36.687              | 41.687        | 410.820       |